# Margarete Detmering
Margarete Eleonore Adolfine Detmering (* 23. November 1873 in Schwerin als Margarete Büsing; † nach 1948) war eine deutsche Politikerin (DVP).

## Leben
Margarete Büsing war die Tochter des Juristen und nationalliberalen Reichstagsabgeordneten Otto Büsing. 1894 heiratete sie den Juristen und Verwaltungsbeamten Paul Detmering. Sie hatte eine Tochter und drei Söhne, von denen einer im Ersten Weltkrieg fiel. Nach dem Tod ihres Ehemanns 1908 musste sie ihre Kinder alleine groß ziehen.
Detmering war Mitglied der Preisprüfstelle und des Kirchengemeinderates. Sie gehörte dem Schulvorstand der privaten von Lewinski-Oldenburg’schen höheren Mädchenschule an, war Vorstandsmitglied im Lyzeums-Verein und Mitglied des Vaterländischen Jugendbundes. Im Juni 1920 wurde sie für die Deutsche Volkspartei in den Landtag von Mecklenburg-Schwerin gewählt.
1948 wurde Detmering zur Landesverbandsleiterin der Evangelischen Frauenhilfe in Mecklenburg berufen.